# Yamansari
Yamansari is een bestuurslaag in het regentschap Tegal van de provincie Midden-Java, Indonesië. Yamansari telt 9411 inwoners (volkstelling 2010).